# Sunde børn
|  | Denne artikel er oprettet af botten PalnaBot ud fra en ekstern database. Den kan derfor have sproglige fejl eller mangler. Denne skabelon kan fjernes efter kontrol af indholdet. |

Sunde børn er en oplysningsfilm instrueret af Karl Roos efter manuskript af Aage Gullestrup.

## Handling
Propagandafilm for en sundere børneforplejning af lege- og skolebørn, såvel med hensyn til kosten som til påklædning og renlighed.